# Praia das Conchas (Norte)
Praia das Conchas é uma aldeia de São Tomé e Príncipe, localiza-se ao Norte, no distrito da Lobata, ilha de São Tomé, próxima à Praia Guegue.